# Nafissatou Thiam
Nafissatou Thiam (n. 19 august 1994, Brussel, Comunitatea Francofonă din Belgia⁠(d), Belgia) este o atletă belgiană, specialistă în probe combinate - heptatlon.
A câștigat titlul olimpic în heptatlon la Jocurile Olimpice din 2016 de la Rio de Janeiro, anul următor, la Londra, a fost încoronată campioană mondială la aceasta disciplină  și în cele din urmă,campioană europeană la Berlin în 2018. În 2019, ea a câștigat medalia de argint la campionatele mondiale. La Jocurile Olimpice de la Tokio 2020 și Paris 2024 a câștigat din nou medalia de aur.

## Biografie
Nafissatou Thiam este fiica unei mame belgiene (Danièle Denisty) și a unui tată senegalez. Are doi frați și o soră și locuiește în Rhisnes, un sat din municipiul La Bruyère, în regiunea Namur. După ce tatăl ei s-a întors să locuiască în Senegal, a fost crescută, împreună cu sora și frații ei, de mama ei în Belgia.
În paralel cu cariera sportivă, Nafissatou studiaza geografia la Universitatea din Liège.
În 2011, Nafissatou Thiam participă la Campionatele Mondiale de Tineret de la Lille. Ajunge pe locul 4 în heptatlon cu 5.366 puncte (14 s 51 - 1,81 m - 12,00 m - 27 s 25 - 5,64 m - 44,16 m - 2 min 35 s 26), chiar în spatele compatrioatei sale Marjolein Lindemans.
În 2012, Nafissatou Thiam participă la Campionatele Mondiale de juniori de la Barcelona. Se claseaza pe locul 14 în heptatlon cu 5.384 puncte (14 s 44 - 1,81 m - 13,52 m - 25 s 81 - 4,39 m - 44,99 m - 2 min 26 s 58), îmbunătățindu-și rezultatele personale la 100 m obstacole și la 800 m.

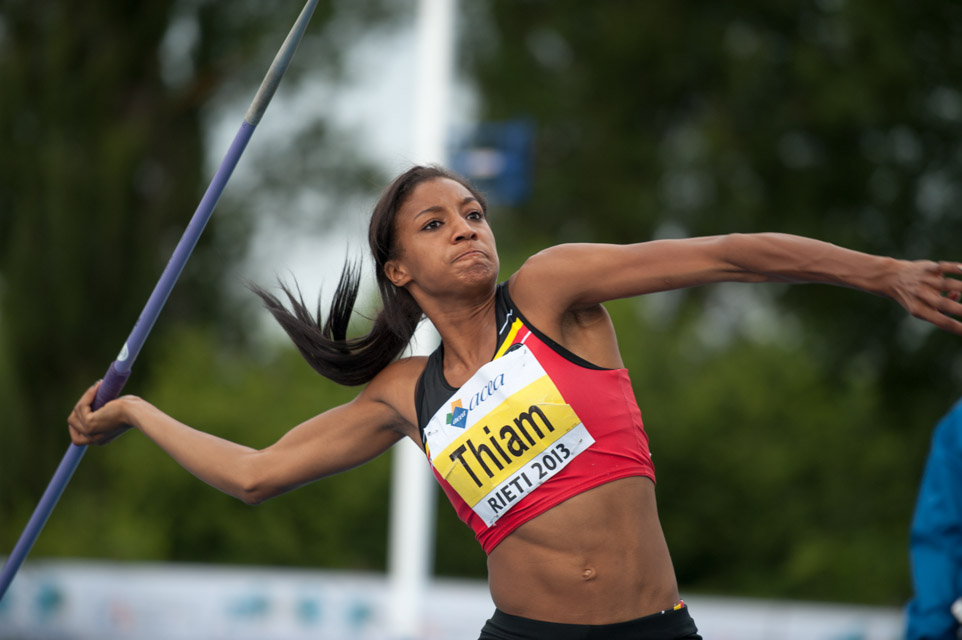
Nafissatou Thiam la Rieti în 2013.

Pe 3 februarie 2013, în timpul Campionatelor de Probe Combinate din Belgia de la Gent, Nafissatou Thiam stabilește un nou record mondial de pentatlon la juniori, totalizând 4 558 de puncte după cele cinci evenimente (8 s 65 - 1,84 m - 14,00 m - 6, 30 m - 2 min 21 s 18) . Ea va depăși cu 23 de puncte recordul mondial al suedezei Carolina Kluft,stabilit la Campionatele Europene de sală din 2002. Cu toate acestea, acest record nu a fost validat de IAAF, deoarece controlul antidoping a fost efectuat doar a doua zi după eveniment.
Datorită acestei performanțe, în martie 2013 Nafissatou este invitată la Campionatele Europene de sală de la Göteborg. Se va clasa pe locul 6 cu 4.493 de puncte (8 s 63 - 1,87 m - 13,88 m - 6,17 m - 2 min 25 s 64), atingand cea mai bună performantă personală în sala, la proba de săritură în înălțime.
Ea va participa apoi la a 6-a Întâlnire africană de probe combinate, la Bambous din Mauritius. Acolo ea reuseste să-si bată patru dintre cele mai bune rrecorduri personale (săritură în înălțime, aruncarea greutății, 200 m și aruncarea suliței) pentru a aduce noul record belgian de heptatlon juniori la 6.021 de puncte (14s 53 - 1.90 m - 14.01 m - 24 s 89 - 6.00 m - 46.48 m - 2 min 31 s 32), adică cu 105 unități mai mult decât nota precedentă (5.916) realizată în 2012 în Verviers.
În iulie 2013, Nafissatou participă la Campionatele Europene de juniori de la Rieti. S-a descurcat foarte bine acolo, depășind cele mai bune rezultate personale la 100 m garduri, aruncarea greutății, saritura în lungime, aruncarea suliței și 800 m. Astfel, ea a totalizat 6.289 de puncte (13 s 87 - 1.89 m - 14.26 m - 25 s 15 - 6.37 m - 46.94 m - 2 min 24 s 89). A câștigat medalia de aur și a învins recordul belgian de heptatlon al  Tiei Hellebaut (6.201 de puncte).
Este selectată pentru Campionatele Mondiale din august 2013. Acolo îsi îmbunătățeste recordul la saritura în înălțime (1,92 m) câștigând proba. A terminat pe locul 14 cu 6.070 de puncte.

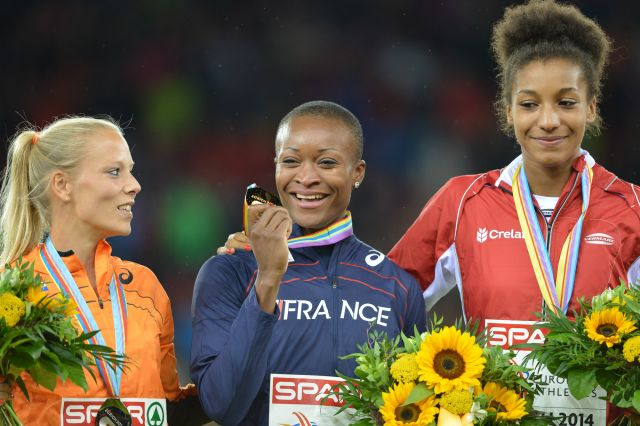
Nadine Broersen, Antoinette Nana Djimou și Nafissatou Thiam pe podiumul Campionatelor Europene de la Zurich din 2014.

În 2014, a participat la Hypo-Meeting la Götzis. A început prin îmbunătățirea recordurilor în 100 m garduri (13 s 81), săritură în înălțime (1,93 m), aruncarea greutatii (15,03 m) și 200 m (24 s 78). A doua zi, și-a doborât recordurile la aruncarea sulitei (51,90 m) și 800 m (2 min 22 s 98) și și-a îmbunătățit recordul de heptatlon cu 210 puncte pentru a-l aduce la 6.508 puncte. Ea termină pe locul 5 testului .
La Campionatele Europene din Zürich din 2014, ea și-a îmbunătățit recordul în înălțime (1,97 m) și 800 m (2 min 20 s 79) pentru a câștiga medalia de bronz.
În martie 2015, ea participă la pentatlonul campionatelor europene de sală de la Praga. Ea și-a egalat recordul în 60 m garduri (8:42) și a îmbunătățit-o în aruncarea (14,80 m). Apoi termină în a 2-a locul cu un total de 4.696 puncte, în spatele britanicii Katarina Johnson-Thompson care se apropie de recordul mondial cu 5.000 puncte. La sfârșitul lunii mai, ea a participat la întâlnirea Götzis. Ea își îmbunătățește recordul la 100 m garduri (13 secunde 79) și suliță (52,03 m) și a termina pe locul 9.

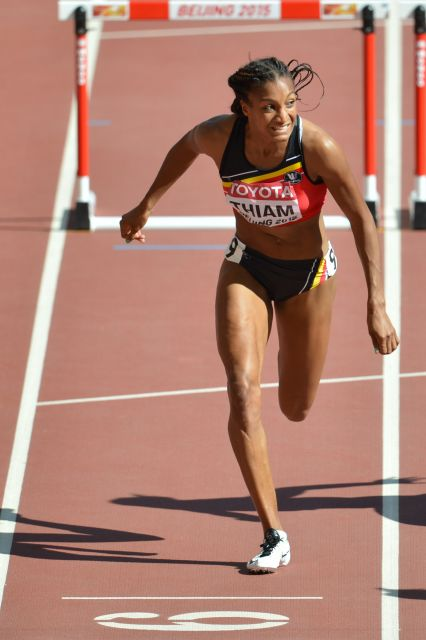
Nafissatou Thiam în timpul celor garduri de la heptatlon de la Campionatele Mondiale 2015.

La campionatele mondiale, ea și-a doborât recordul la aruncarea greutații (15,24 m), dar și-a terminat heptatlonul cu 6 298 de puncte, cu peste 200 de puncte față de maximul său personal. Se claseaza pe locul 11 la această probă.

### Campioană olimpică la heptatlon la Rio (2016)
Pe 22 mai 2016 la Namur, Nafissatou Thiam se califică la Jocurile Olimpice de la Rio la săritura în înălțime cu un salt la 1,94 m . În săptămâna următoare, participă la Hypo-Meeting-ul din Götzis unde isi  îmbunătățește recordul personal la 100m obstacole (13 secunde 63) și la 800 m (2 min 17 s 28) și termină pe locul 4 cu un total de 6.491 de puncte.
Pe 6 iulie, Nafissatou Thiam participă la proba de săritură în înălțime a Campionatelor Europene de la Amsterdam și eșuează la piciorul podiumului cu o săritură la 1,93 m.
La Jocurile Olimpice: după ce și-a îmbunătățit recordurile la 100 m garduri (13,56) și la înălțime (1,98 m), Nafissatou Thiam a obținut cea mai bună performanță din lume la heptatlon la săritura în înălțime și câștigă la aruncarea greutații. A doua zi, ea își bate cele mai bune rezultate personale la săritura în lungime (6,58 m), la aruncarea suliței (53,13 m) - în ciuda unei leziuni la cot care nu i-a permis să execute decât o singură aruncare, dar și în cei 800 m (2 minute 16 s 54). Va totaliza  6.810 de puncte și astfel își îmbunătățeste recordul personal cu peste 300 de puncte. Datorită acestui nou record, ea a câștigat medalia de aur olimpică, deși nu era favorita, iar pe podium se clasează înaintea campioanei  britanice, Jessica Ennis-Hill (6 775) și a campioanei mondiale in sală 2016, Brianne Theisen-Eaton (6 653).
Pe 9 septembrie, ea se impune la saltul în înălțime al Memorialului Van Damme de la Bruxelles în fața propriului public, cu un salt de 1,93 m. Nafissatou s-a clasat inaintea lui Levern Spencer, Inika McPherson și Svetlana Radzivil, toate 3 creditate și ele cu 1,93 m.
Pe 2 decembrie, Nafissatou Thiam a fost aleasă stea mondială în creștere a anului 2016.

## Realizări
| An   | Competiție                                 | Locație                   | Loc   | Eveniment | Note     |
| ---- | ------------------------------------------ | ------------------------- | ----- | --------- | -------- |
| 2011 | Campionatul Mondial de Juniori (sub 18)    | Villeneuve-d'Ascq, Franța | 4     | heptatlon | 5366 pct |
| 2011 | Festivalul Olimpic al Tineretului European | Trabzon, Turcia           | 9 (c) | lungime   | 5,50 m   |
| 2011 | Festivalul Olimpic al Tineretului European | Trabzon, Turcia           | 11    | suliță    | 40,62 m  |
| 2012 | Campionatul Mondial de Juniori (sub 20)    | Barcelona, Spania         | 14    | heptatlon | 5384 pct |
| 2013 | Campionatul European în sală               | Göteborg, Suedia          | 6     | pentatlon | 4493 pct |
| 2013 | Campionatul European de Juniori (sub 20)   | Rieti, Italia             | 1     | heptatlon | 6298 pct |
| 2013 | Campionatul Mondial                        | Moscova, Rusia            | 14    | heptatlon | 6070 pct |
| 2014 | Campionatul Mondial în sală                | Sopot, Polonia            | 8     | înălțime  | 1,90 m   |
| 2014 | Campionatul European                       | Zürich, Elveția           | 3     | heptatlon | 6423 pct |
| 2015 | Campionatul European în sală               | Praga, Cehia              | 2     | pentatlon | 4696 pct |
| 2015 | Campionatul European de Tineret (sub 23)   | Tallinn, Estonia          | 2     | înălțime  | 1,87 m   |
| 2015 | Campionatul Mondial                        | Beijing, China            | 11    | heptatlon | 6298 pct |
| 2016 | Campionatul European                       | Amsterdam, Olanda         | 4     | înălțime  | 1,93 m   |
| 2016 | Jocurile Olimpice                          | Rio de Janeiro, Brazilia  | –     | înălțime  | NS       |
| 2016 | Jocurile Olimpice                          | Rio de Janeiro, Brazilia  | 1     | heptatlon | 6810 pct |
| 2017 | Campionatul European în sală               | Belgrad, Serbia           | 1     | pentatlon | 4870 pct |
| 2017 | Campionatul Mondial                        | Londra, Marea Britanie    | 1     | heptatlon | 6784 pct |
| 2018 | Campionatul European                       | Berlin, Germania          | 1     | heptatlon | 6816 pct |
| 2019 | Campionatul Mondial                        | Doha, Qatar               | 2     | heptatlon | 6677 pct |
| 2021 | Campionatul European în sală               | Toruń, Polonia            | 1     | pentatlon | 4904 pct |
| 2021 | Jocurile Olimpice                          | Tokio, Japonia            | 1     | heptatlon | 6791 pct |
| 2022 | Campionatul Mondial                        | Eugene, Statele Unite     | 1     | heptatlon | 6947 pct |
| 2022 | Campionatul European                       | München, Germania         | 1     | heptatlon | 6628 pct |
| 2023 | Campionatul European în sală               | Istanbul, Turcia          | 1     | pentatlon | 5055 pct |
| 2024 | Campionatul European                       | Roma, Italia              | 1     | heptatlon | 6848 pct |
| 2024 | Jocurile Olimpice                          | Paris, Franța             | 1     | heptatlon | 6880 pct |

## Recorduri personale
| Probă                       | Performanță    | Dată           | Locație           |
| --------------------------- | -------------- | -------------- | ----------------- |
| Heptatlon                   | 7013 pct. (RN) | 28 mai 2017    | Götzis            |
| 200 m                       | 24,37          | 18 mai 2019    | Gaurain-Ramecroix |
| 800 m                       | 2:13,00        | 18 iulie 2022  | Eugene            |
| 100 m garduri               | 13,21          | 17 iulie 2022  | Eugene            |
| Săritură în înălțime        | 2,02 m         | 22 iunie 2019  | Talence           |
| Săritură în lungime         | 6,86 m (RN)    | 18 august 2019 | Birmingham        |
| Aruncarea greutății în sală | 15,54 m        | 3 martie 2023  | Istanbul          |
| Aruncarea suleței           | 59,32 m (RN)   | 28 mai 2017    | Götzis            |
| Pentatlon în sală           | 5055 pct. (RM) | 3 martie 2023  | Istanbul          |